# Лик (царь скифов)
Лик (греч. в род. п. Λύκου) — царь скифов в VII веке. Упомянут только Геродотом (История, кн. IV, 76), как сын Спаргапифа и отец Гнура.

## Этимология имени
Поскольку имя *Λύκος по-гречески буквально означает «волк», то предположили, что оно, возможно, является калькой-переводом реконструируемого скиф. *warka- от древнеиранского *wŗka- «волк».
Ср. также с именем царя Ишпакая, которое по одной версии происходит от Spaka — «собака», и связано с культом волка и собаки у древних иранцев.
Слово ΛYΚΟ также обнаружено на дне серебряного сосуда, найденного в захоронении конца V — начала IV веков в кургане Солоха-1. Полагают, что это имя знатного владельца, похороненного в кургане.